# Luca Joe Ewelt
Luca Joe Ewelt (* 21. Juli 2004) ist ein US-amerikanisch-deutscher Basketballspieler.

## Werdegang
Ewelt, Sohn einer geborenen Braunschweigerin, wuchs in den Vereinigten Staaten auf. Er spielte als Schüler Basketball an der Leigh High School im kalifornischen San José.
Von 2022 bis 2024 spielte Ewelt für die Hochschulmannschaft des Cañada College in Kalifornien. Im Sommer 2024 wechselte er zu den Basketball Löwen Braunschweig nach Deutschland und kam Ende September 2024 zu seinem Einstand in der Basketball-Bundesliga. Hinzu kamen Einsätze für die SG Braunschweig in der Regionalliga.